# Gnathophis nystromi
Gnathophis nystromi är en fiskart som först beskrevs av Jordan och Snyder, 1901.  Gnathophis nystromi ingår i släktet Gnathophis och familjen havsålar.

## Underarter
Arten delas in i följande underarter:
- G. n. nystromi
- G. n. ginanago